# Lasaki
Lasaki is een plaats in het Poolse district  Raciborski, woiwodschap Silezië. De plaats maakt deel uit van de gemeente Rudnik en telt 220 inwoners.